# Friedrich Ernst Witte
Friedrich Ernst Witte (geboren 15. April 1803 in Hannover; gestorben 2. September 1872 ebenda) war ein deutscher Verwaltungsjurist, der sich auch als Geologe und Paläontologe betätigte.

## Leben
Witte wurde 1803 als ältester Sohn von Wilhelmine Sophie Elisabeth, geborene Boettcher (1777–1854), und dem Konsistorial- und Hofrat Friedrich Christian Witte (1773–1854) in Hannover geboren. Seine Schwester war die Lyrikerin Minna von Mädler. Er studierte nach dem Besuch des Gymnasiums von 1820 bis 1824 Rechtswissenschaften an der Universität Göttingen. In Göttingen trat er dem Corps Hannovera bei. Er war einer der Mitunterzeichner des SC-Comments des Göttinger Senioren-Convents vom 20. Januar 1822 und spielte in den Untersuchungen des Prorektors der Universität Karl Gustav Himly im Sommer 1822 eine größere Rolle.
Nach Beendigung seiner Ausbildung trat er 1825 in den hannöverschen Justizdienst ein und wurde zunächst Auditor in Calenberg. Witte wurde 1833 Procurator bei der Justizkanzlei Hannover und 1842 dort Hofrat. 1844 wurde er Oberfinanzrat im Königlichen hannoverschen Ministerium für Finanzen und Handel.
Witte wurde 1856 Obergerichtsrat und Richter am Obergericht Hannover sowie am General-Kriegsgericht. Ab 1863 war er Vizedirektor des Obergerichts Hannover. Am 1. November 1866 ging er in den Ruhestand, den er in Hannover verlebte.

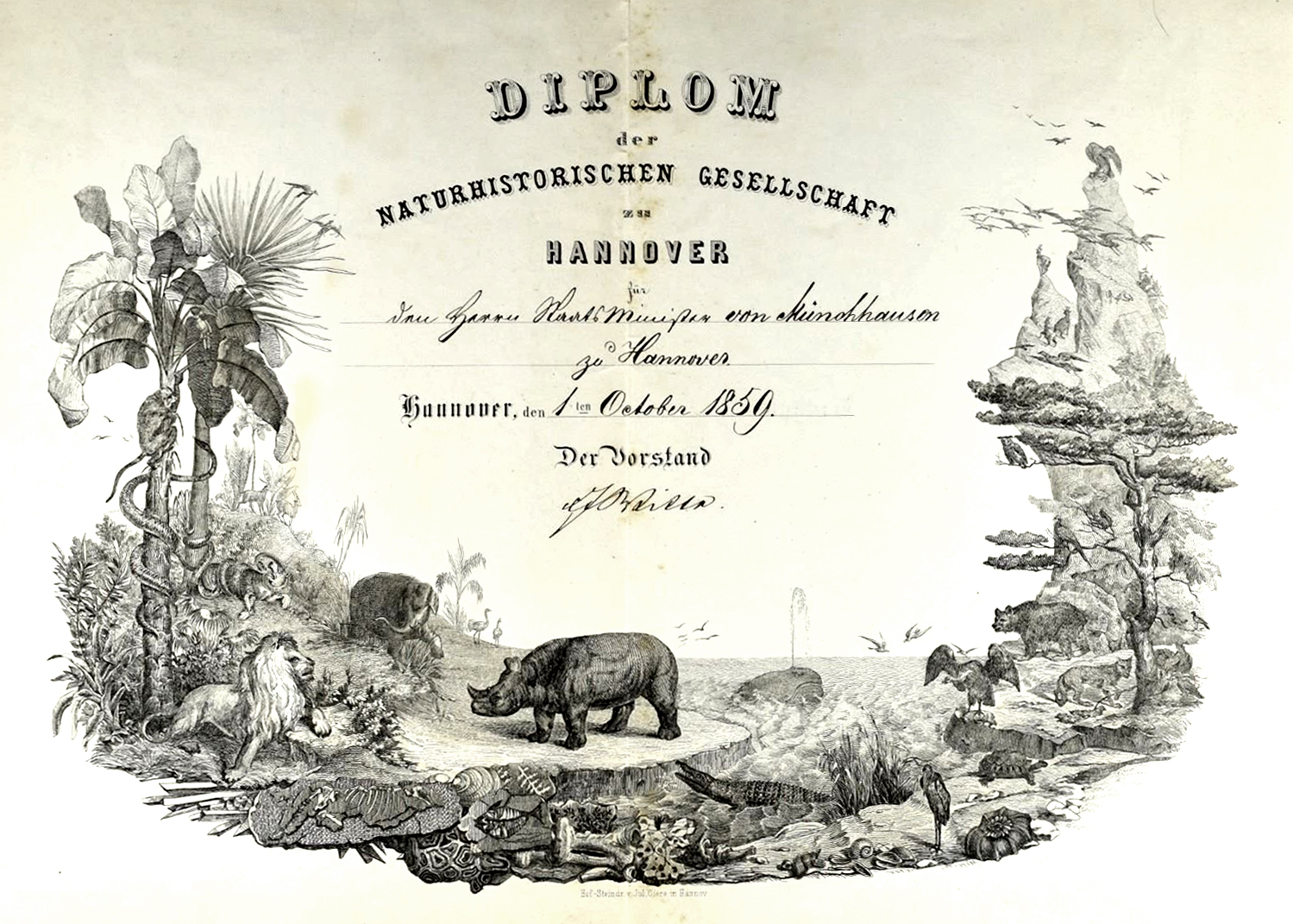
„Diplom“ der Naturhistorischen Gesellschaft Hannover von 1. Oktober 1859 für Staatsminister Alexander von Münchhausen mit Unterschrift des Vorstands Witte;
Druck der Hof-Steindruckerei von Julius Giere

Witte war von 1853 bis 1866 Erster Vorsitzender der Naturhistorischen Gesellschaft Hannover. Im Sommer 1861 hatte er den Kreisarzt und Fossiliensammler Carl Friedrich Häberlein (1787–1871) in Pappenheim bei Solnhofen besucht und dort ein fossiles Skelett eines Urvogels gesehen, welches kurz vorher bei Langenaltheim gefunden worden war. Dieses Skelett wurde später als Archaeopteryx bekannt. Witte sah die Bedeutung des Fundes voraus und versuchte, unter Einbeziehung des Zoologen Johann Andreas Wagner den Eigentümer des Fundes, Häberlein zu überzeugen, den Fund an ihn zu verkaufen. Das Fossil wurde dann aber auf Betreiben des Darwin-kritischen Naturforschers Richard Owen an das heutige Natural History Museum in London verkauft und dort zunächst für Jahre in das Magazin genommen.
Witte war bis 1851 Mitglied des Hannöverschen Staatsrats und von 1857 bis 1866 dessen außerordentliches Mitglied (Abteilung Justiz).
Friedrich Ernst Witte war unverheiratet und verstarb am 2. September 1872 im Alter von 69 Jahren in Hannover. Seine paläontologische Sammlung vermachte er der Universität Göttingen. Sie befindet sich im
Geowissenschaftlichen Museum der Universität Göttingen.
Das Adreßbuch, Stadt- und Geschäfts-Handbuch der Königlichen Residenzstadt Hannover für 1872 verzeichnete den Obergerichts-Vizedirektor a. D. Witte, Träger des
- preußischen Roten-Adler-Ordens 2. Klasse,
- Ritterkreuzes des Hannoverschen Guelphen-Ordens,
- Sächsischen Verdienst-Ordens 2. Klasse,
- Griechischen Orden des Erlösers 2. Klasse,
- Kurhessischen Wilhelms-Orden dritter Klasse
- und des Oldenburgschen Haus- und Verdienstordens

im Haus v. Alten Garten 1.